# Kolpochoerus
Kolpochoerus là một chi động vật của họ lợn Suidae mà đã tuyệt chủng từ thời tiền sử, chúng có liên quan đến các chi Hylochoerus và Potamochoerus thời hiện đại. Người ta tin rằng hầu hết các loài trong số chúng sống ở các khu rừng châu Phi, trái ngược với những con lợn rừng và lợn sông lông đỏ sống trên vùng bụi rậm và thảo nguyên mở. Hiện tại có tám loài được công nhận trong chi này.

## Các loài
- Chi †Kolpochoerus
  - K. deheinzelini — Chad, Ethiopia (Pliocene sớm)
  - K. afarensis - Đông Phi (Pliocene)
  - K. millensis — Miền Trung Afar, Ethiopia (Pliocene)
  - K. cookei - Ethiopia (Pliocene muộn)
  - K. heseloni - Đông Phi (Plio-Pleistocene)
  - K. olduvaiensis - Đông Phi (Pleistocene)
  - K. majus - Đông Phi (Pleistocene)
  - K. phacochoeroides - Maroc (Pliocene muộn)
  - K. paiceae - Nam Phi (Pleistocene)
  - K. phillipi - Ethiopia (Pleistocene)